# Budget fédéral canadien de 1988
1987 1989
Le budget fédéral canadien pour l'exercice 1988-1989 a été présenté à la Chambre des communes du Canada par le ministre des Finances Michael Wilson le 10 février 1988. Il s'agit du quatrième budget suivant les élections fédérales de 1984 et le dernier avant les élections fédérales de 1988.

## Revenus

### Impôts sur le revenu des particuliers
Michael Wilson a présenté une importante réforme du système fiscal en juin 1987. En conséquence, le budget de 1988 n'a pas apporté de changements importants au système fiscal, à quelques exceptions près :
- Augmentation des prestations pour enfants :
  - Après la présentation d'une nouvelle politique sur la garde d'enfants par le ministre de la Santé nationale et du Bien-être social, le budget annonce un doublement des frais de garde d'enfants déductibles (de 2 000 $ à 4 000 $ par année pour chaque enfant admissible) et abroge la limite maximale globale de déduction de 8 000 $ par année ;
  - Le crédit d'impôt remboursable pour enfant est augmenté d'un supplément de 100 $ pour l'année d'imposition 1988 et de 100 $ supplémentaires pour l'année d'imposition 1989 pour les familles à revenu faible et moyen. Ce supplément est toutefois réduit à concurrence de 25 % de la déduction réclamée pour frais de garde d'enfants[2];
- Concernant le crédit d'impôt national pour les fonds des travailleurs :
  - Le crédit d'impôt créé par le budget de 1985 est prolongé :
  - Avant le budget, seules les actions bénéficiant d'un crédit d'impôt provincial pouvaient être admissibles au crédit d'impôt fédéral ;
  - À partir de 1988, le critère du crédit d'impôt provincial est abrogé[3].
  - Le plafond des crédits d'impôt cumulatifs fédéraux et provinciaux est toutefois maintenu à 40 % du coût des actions ou à 700 $, selon le montant le moins élevé[4],[3].

### Impôts sur les sociétés
Le budget comprend des modifications aux règles concernant les sociétés associées, avec une clarification de la définition des sociétés associées pour empêcher l'utilisation multiple de la déduction pour petites entreprises.

### Autres taxes

#### Accises et taxes d'accise
Les taxes d'accise sur l'essence et l'essence d'aviation sont augmentées de 0,01 $ par litre. La mesure devait générer des recettes annuelles de 300 millions de dollars.

## Dépenses
Le budget prévoit une réduction de 300 millions de dollars des dépenses non statutaires pour 1989-1990 afin de maintenir le déficit en ligne avec les projections faites dans le Livre blanc de juin 1987 sur la réforme fiscale. Ces réductions n'affectent pas les programmes sociaux et les transferts aux provinces et excluent explicitement l'aide publique au développement (c'est-à-dire l'aide internationale) et le budget du ministère de la Défense nationale.

## Réactions

### Opposition
Ed Broadbent, chef du Nouveau Parti démocratique, a plaisanté en disant que le budget était un cadeau pour les partis d'opposition. Broadbent et John Turner, chef de l'opposition officielle, ont vivement critiqué l'augmentation de la taxe d'accise sur l'essence et la politique fiscale générale du gouvernement Mulroney.
Le chef du NPD a dénoncé une politique qui ne profite qu'aux plus riches et augmente les impôts de la classe moyenne. Il a plaisanté en disant que « la seule bonne chose à propos de ce budget est qu'il sera presque certainement le dernier budget conservateur »,.
Le porte-parole en matière de finances et lieutenant du Parti libéral au Québec, Raymond Garneau a fustigé le budget en le qualifiant de « Canada pour les riches, mais pas un Canada pour le Canadien moyen, pas un Canada pour les pauvres » soulignant que M. Wilson avait augmenté les impôts de 22 milliards de dollars depuis 1984.

### Provinces
Le ministre des Finances du Québec, Gérard D. Levesque s'est déclaré déçu que le gouvernement fédéral n'ait pas réduit son déficit plus rapidement et a ajouté que la réduction du déficit aurait dû être la priorité du budget (qui était davantage un bilan du mandat qu'un budget).
Enfin, le ministre a exprimé sa déception face au manque de mesures pour aider les familles ou le développement économique du Québec alors que l'Alberta, le Nord de l'Ontario et les provinces de l'Atlantique ont bénéficié de mesures importantes.

#### Documents budgétaires
- Réforme fiscale 1987 : Réforme de l'impôt direct, Ottawa, Gouvernement du Canada, 18 juin 1987 (lire en ligne)
- Le discours du budget, Ottawa, Gouvernement du Canada, 10 février 1988 (lire en ligne)
- Documents budgétaires, Ottawa, Gouvernement du Canada, 10 février 1988 (lire en ligne)
- Budget en bref, Ottawa, Gouvernement du Canada, 10 février 1988 (lire en ligne)

#### Lois et règlements
- Loi modifiant la Loi de l'impôt sur le revenu, le Régime de pensions du Canada, la Loi de 1971 sur l'assurance-chômage, la Loi de 1977 sur les accords fiscaux entre le gouvernement fédéral et les provinces et sur les contributions fédérales en matière d'enseignement postsecondaire et de santé et certaines lois connexes, LC 1988, ch. 55  (lire en ligne, consulté le 9 novembre 2024)